# رياض الخضري
رياض حسن الخضري  (الإنجليزية:Riyad Hassan El Khoudary) المولود في مدينة غزة بتاريخ 27 يوليو 1943، هو أكاديمي فلسطيني معروف. وهو يشغل حالياً رئاسة دائرة التربية والتعليم العالي في منظمة التحرير الفلسطينية كونه عضواً في لجنتها التنفيذية كذلك عضواً في المجلس الوطني الفلسطيني والمجلس المركزي الفلسطيني كذلك فهو يشغل منصب نائب رئيس مجلس أمناءجامعة القدس المفتوحة وكذلك رئيس مجلس أمناء المعاهد الأزهرية لفلسطين.
ويعتبر مؤسساً لجامعة الأزهر بغزة وكان رئيسها أثناء الفترة 1991-2005.
و كذلك فإنه قاد المجموعة التأسيسة لجامعة غزة (جامعة غزة للبنات سابقاً) في العام 2006، وترأس هذه الجامعة خلال الفترة من 2007-2010 وترأسها ثانيةً خلال الفترة من 2013 - 2016.
ولكونه متخصصاً في الجيولوجيا فقد ساهم الأستاذ الدكتور رياض حسن الخضري مساهمة فعالة في محادثات السلام المتعددة الأطراف في الشرق الأوسط وترأس الوفد الفلسطيني في مجموعة عمل مصادر المياه منذ 1992.

## طفولته وتعليمه
ولد رياض حسن الخضري في مدينة غزة بفلسطين في 27 يوليو 1943، حيث أنهي تعليمه الابتدائي والإعدادي والثانوي في غزة بحصوله على شهادة الثانوية العامة في يونيو 1960.
في سبتمبر 1960 انتقل إلى مدينة القاهرة المصرية حيث التحق بجامعة القاهرة ودرس الجيولوجيا في كلية العلوم وحصل على شهادة البكالوريس – الدرجة الخاصة في الجيولوجيا في يونيو 1964. وكونه كان متفوقاً في دراسته الجامعية في مصر فقد حصل في ربيع 1965 من الهيئة الألمانية للتبادل الأكاديمي على منحة كاملة للدراسات العليا في مجال تخصصه وغادر وطنه إلى ألمانيا في صيف 1965 حيث درس اللغة الألمانية لمدة 6 أشهر وباشر بعدها دراساته العليا هناك. وفي ديسمير 1968 حصل على درجة الدبلوم في الجيولوجيا المعادلة لدرجة الماجستير ثم حصل على درجة الدكتوراة في أغسطس 1972 في نفس التخصص من جامعة شتوتجارت الألمانية وقد كان عنوان بحث الدكتوراة الذي أجراه على جيولوجية الأرض الإسبانية: "Investigations in the Upper Jurassic of the Iberian Cordillera with Special regard to the Micro fauna, Province of Teruel and Rincon de Ademuz"

## تاريخه الأكاديمي والمهني

### جامعة الفاتح في طرابلس – ليبيا
بعد حصوله على درجة الدكتوراة في الجيولوجيا من جامعة شتوتجارت الألمانية في أغسطس 1972 انتقل الدكتور الخضري بعدها مباشرة إلى ليبيا للعمل كمحاضر في كلية هندسة النفط والتعدين بجامعة الفاتح في مدينة طرابلس واستمر في العمل في نفس الجامعة حتى صيف 1983.

وأثناء الفترة المذكورة شارك بفعالية كبيرة في إنشاء وتطوير قسم الهندسة الجيولوجية والجيوفيزيائية بالكلية المذكورة وتم تعينه رئيساً لقسم الهندسة الجيولوجية في تلك الكلية عام 1979 وحتى تركه لتلك الجامعة في صيف 1983. بالإضافة إلى أعماله الإدارية والتدريسية فقد تمكن الدكتور الخضري من تخصيص بعض وقته للبحث العلمي وقام بنشر عدة أبحاث وتأليف عدة كتب في مجال تخصصه (انظر قائمة المنشورات العلمية).
وخلال إقامته في طرابلس – ليبيا واعتماداً على إنجازاته الأكاديمية والبحثية والإنشائية والتطويرية فقد تمت ترقيته من رتبة محاضر (Lecturer) إلى رتبة أستاذ مساعد (Assistant Professor) في إبريل 1976 ثم إلى رتبة أستاذ مشارك (Associate Professor) في أغسطس 1979.

### الجامعة الإسلامية – غزة
وفي صيف العام 1983 غادر الدكتور الخضري ليبيا وعاد إلى أرض الوطن ليعمل في الجامعة الإسلامية في غزة بقسم الجيولوجيا في كلية العلوم وأثناء عمله في الجامعة الإسلامية بغزة خلال الفترة من 1983 وحتى 1991 كان ناشطاً في الوفاء بجيمع الواجبات المناطة به أكاديمياً وإدارياً.

حيث بالإضافة إلى نشاطاته التدريسية في الجامعة الإسلامية بغزة تقلد المناصب التالية:

- نائب رئيس الجامعة للشئون الإدارية في الفترة من يناير 1984 وحتى ديسمبر 1985 ثم من أكتوبر 1987 وحتى أكتوبر 1989.

- نائب رئيس الجامعة للبحث العلمي من ديسمبر 1989 وحتى نوفمير 1990.

- عميد كلية العلوم من ديسمبر 1985 وحتى أكتوبر 1987.

كذلك فقد تمكن من نشر بعض الأبحاث العلمية (انظر قائمة الأبحاث المنشورة) وتم ترقيته إلى رتبه أستاذ (Full Professor) في العام 1986.

### جامعة الأزهر بغزة
في العام 1991 أصدرت قيادة منظمة التحرير الفلسطينية في تونس قراراً بإنشاء جامعة وطنية في قطاع غزة بمسمى جامعة الأزهر وتكليف الأستاذ الدكتور رياض الخضري برئاسة الفريق المكلف بإنشائها وتجهيزها، حيث كان أول رئيس لها في الفترة من 1991 وحتى العام 2005.

وخلال الفترة المذكورة تمكن الأستاذ الدكتور الخضري وزملاؤه من إنشاء وتجهيز جامعة عصرية وصل تعداد الطلاب الدارسين فيها إلى 14000 طالب وطالبة موزعين على تسعة كليات بالإضافة إلى المراكز والوحدات الأخرى وفي العام 1995
في 16 يناير 2004، شكل الرئيس الفلسطيني ياسر عرفات مجلس أمناء جامعة الأزهر في غزة وعينه عضوًا فيه.
قام الأستاذ الدكتور رياض الخضري بإنشاء مركز البحوث المائية في نفس الجامعة وترأسه حتى العام 2005.

### جامعة القدس المفتوحة
لقد شهد العام 1992 مولد جامعة القدس المفتوحة على أرض فلسطين في الضفة الغربية وقطاع غزة، وكان الأستاذ الدكتور رياض الخضري مكلفاً بإنشاء وتجهيز فرع الجامعة المذكورة في غزة بصفته نائباً لرئيس جامعة القدس المفتوحة لشئون قطاع غزة وذلك حتى ديسمبر 1999.

ومنذ ذلك الوقت وحتى مارس 2006 كلف بعضوية المجلس الاستشاري للجامعة ثم بعد ذلك وحتى تاريخه تقلد منصب نائب رئيس مجلس أمناء جامعة القدس المفتوحة على مستوى فلسطين.

### جامعة غزة
في العام 2006 قررت مجموعة من الشخصيات الفلسطينية بقيادة الأستاذ الدكتور رياض الخضري إنشاء جامعة خاصة في مدينة غزة بمسمى جامعة غزة للبنات وقد انطلقت هذه الجامعة أكاديمياً بتاريخ 26/9/2009 حيث استقبلت أول دفعة من الطالبات الدارسات في الكليات والتخصصات المختلفة التي تتميز بها الجامعة.
و لإتاحة الفرصة للشباب من الجنسين للدراسة فيها فقد تم تعديل مسماها إلى جامعة غزة في العام 2010.
و قد ترأس الأستاذ الدكتور رياض الخضري هذه الجامعة خلال الفترة 2007-2010 وترأس الجامعة ثانيةً خلال الفترة 2013 - 2016.

### المعاهد الأزهرية بفلسطين
في العام 2014 كلف الأستاذ الدكتور رياض الخضري برآسة مجلس أمناء المعاهد الأزهرية بفلسطين.

## مساهمته في أنشطة منظمة التحرير الفلسطينية
مع بداية محادثات السلام الخاصة بالشرق الأوسط وكونه متخصصاً في الجيولوجيا فقد قامت منظمة التحرير الفلسطينية بتعيين الأستاذ الدكتور رياض الخضري عضواً في الفريق الفلسطيني لمحادثات السلام متعددة الأطراف الخاصة بالشرق الأوسط وترأس الوفد الفلسطيني في مجموعة عمل مصادر المياه منذ 1992. وخلال أعمال الوفد تمكن من المساهمة الفعالة مع وفد المياه الفلسطيني في إنجاز دراسات حول المياه في المنطقة (انظر قائمة البحوث المنشورة)..

وخلال اجتماع المجلس الوطني الفلسطيني (PNC) الذي عقد في غزة في العام 1996 تم انتخاب الأستاذ الدكتور رياض الخضري ليكون عضواً في اللجنة التنفيذية لمنظمة التحرير الفلسطينية وبالتالي أصبح عضواً في المجلس المركزي الفلسطيني برئاسة الرئيس ياسر عرافت رئيس اللجنة التنفيذية لمنظمة التحرير الفلسطينية في ذلك الوقت.
وفي فبراير 2005 أصدر الرئيس محمود عباس قراراً بإسناد دائرة التربية والتعليم العالي في منظمة التحرير الفلسطينية إلى الأستاذ الدكتور رياض الخضري والتي تختص بقضايا التربية والتعليم العالي لفلسطينيي الشتات..

## الإنجازات
- مؤسس قسم الهندسة الجيولوجية بجامعة الفاتح في طرابلس – ليبيا (1976).
- مؤسس جامعة الأزهر في غزة (1991).
- مؤسس فرع جامعة القدس المفتوحة في غزة (1991).
- مؤسس مركز الأبحاث المائية في جامعة الأزهر بغزة (1995).
- قائد المجموعة التأسيسية لجامعة غزة للبنات (2006) (لاحقاً جامعة غزة).

## عضويات في الاتحادات واللجان
- رئيس الوفد الفلسطيني لمصادر المياه في محادثات سلام الشرق الأوسط متعددة الأطراف 1992.
- رئيس مركز البحوث المائية في جامعة الأزهر بغزة (1995-2005).
- عضو اتحاد الجيولوجيين العرب.
- عضو في مجلس التعليم العالي الفلسطيني (1992-2005).
- عضو في المجلس الوطني الفلسطيني وفي المجلس المركزي الفلسطيني.
- عضو اللجنة التنفيذية لمنظمة التحرير الفلسطينية منذ إبريل 1996.
- عضو في أكاديمية المياه (عضوية رقم 43) في أوسلو – النرويج.
- في 3 فبراير 2018، شُكل مجلس إدارة المجلس الأعلى للإبداع والتميز للمرة الثانية، وعينه الرئيس محمود عباس عضوًا فيه حيث استمر حتى 1 أبريل 2024.[2]

## الأبحاث العلمية والمؤلفات
لقد قام الأستاذ الدكتور رياض الخضري بنشر 17 بحثاً أصيلاً في مجال تخصصه في مجلات عليمة عالمية وقام بتأليف 3 كتب في الجيولوجيا باللغة العربية لطلبة الجيولوجيا.